# Narám-Szín akkád király
Narám-Szín (akkád [d]na-ra-am-dsuen, Narām-Sîn) az Akkád Birodalom negyedik uralkodója volt. Az alacsony vagy rövid kronológia szerint kb. i. e. 2190-i. e. 2154, a középső kronológia szerint kb. i. e. 2254-i. e. 2218 között uralkodott. Apjától, Manistusutól nagy birodalmat örökölt, ő folytatta a harcokat a birodalom fenntartásáért és további kiterjesztéséért. Uralma alá tartozott egész Mezopotámia a Földközi-tengertől a Perzsa-öbölig, beleértve a környező hegyek egy részét és az öböl nagy részét is.
Uralma volt a birodalom fénykora, ahol ő magát az istenek fiából istenkirállyá léptette elő. Felvette a négy világtáj királya címet, alattvalói Akkád isteneként tisztelték. Ezzel Lugalbanda és Gilgames nyomdokaiba lépett, bár őket csak haláluk után emelték az istenek közé.
Leghíresebb sztéléjét Szúszában találták, ahová valószínűleg későbbi hadizsákmányként került, ahogy Hammurapi törvényoszlopa is. A sztélé a Szatuni, a lullubik királya – aki Közép-Iránt is meghódította - felett aratott győzelem emlékére készült, amin Narám-Szín kezében íjat és baltát tart, fején pedig az istenekéhez hasonló szarvakkal díszített koronát visel.
A legendák szerint Narám-Szín nagyravágyása miatt megbüntették őt az istenek a keleti törzsek betörésével és Akkád lerombolásával, de erre semmilyen korabeli bizonyíték nincs. Fia, Sarkalisarri idején azonban a birodalom már valóban a nyugati amurrúk és a keleti hegyi gutik nyomása alatt állt.